# Le Gua (Charente Marítim)
Le Gua és un municipi francès situat al departament del Charente Marítim i a la regió de la Nova Aquitània. L'any 2007 tenia 1.989 habitants.

## Demografia

### Població
El 2007 la població de fet de Le Gua era de 1.989 persones. Hi havia 770 famílies de les quals 203 eren unipersonals (77 homes vivint sols i 126 dones vivint soles), 341 parelles sense fills, 188 parelles amb fills i 38 famílies monoparentals amb fills.
La població ha evolucionat segons el següent gràfic:
Habitants censats

### Habitatges
El 2007 hi havia 962 habitatges, 781 eren l'habitatge principal de la família, 119 eren segones residències i 62 estaven desocupats. 903 eren cases i 56 eren apartaments. Dels 781 habitatges principals, 559 estaven ocupats pels seus propietaris, 211 estaven llogats i ocupats pels llogaters i 11 estaven cedits a títol gratuït; 2 tenien una cambra, 34 en tenien dues, 152 en tenien tres, 241 en tenien quatre i 351 en tenien cinc o més. 653 habitatges disposaven pel capbaix d'una plaça de pàrquing. A 361 habitatges hi havia un automòbil i a 361 n'hi havia dos o més.

### Piràmide de població
La piràmide de població per edats i sexe el 2009 era:
| Homes | Edats   | Dones |
| ----- | ------- | ----- |
| 4     | 95 o +  | 12    |
| 4     | 90 a 94 | 24    |
| 24    | 85 a 89 | 36    |
| 4     | 80 a 84 | 20    |
| 52    | 75 a 79 | 36    |
| 60    | 70 a 74 | 52    |
| 28    | 65 a 69 | 40    |
| 68    | 60 a 64 | 48    |
| 20    | 55 a 59 | 64    |
| 56    | 50 a 54 | 24    |
| 60    | 45 a 49 | 72    |
| 76    | 40 a 44 | 64    |
| 100   | 35 a 39 | 84    |
| 76    | 30 a 34 | 80    |
| 60    | 25 a 29 | 56    |
| 20    | 20 a 24 | 40    |
| 48    | 15 a 19 | 44    |
| 32    | 10 a 14 | 72    |
| 28    | 5 a 9   | 68    |
| 56    | 0 a 4   | 56    |

## Economia
El 2007 la població en edat de treballar era de 1.167 persones, 819 eren actives i 348 eren inactives. De les 819 persones actives 721 estaven ocupades (395 homes i 326 dones) i 98 estaven aturades (34 homes i 64 dones). De les 348 persones inactives 143 estaven jubilades, 55 estaven estudiant i 150 estaven classificades com a «altres inactius».

### Ingressos
El 2009 a Le Gua hi havia 798 unitats fiscals que integraven 1.854,5 persones, la mediana anual d'ingressos fiscals per persona era de 15.452 €.

### Activitats econòmiques
Dels 99 establiments que hi havia el 2007, 4 eren d'empreses alimentàries, 1 d'una empresa de fabricació de material elèctric, 6 d'empreses de fabricació d'altres productes industrials, 26 d'empreses de construcció, 27 d'empreses de comerç i reparació d'automòbils, 4 d'empreses de transport, 7 d'empreses d'hostatgeria i restauració, 2 d'empreses financeres, 4 d'empreses immobiliàries, 4 d'empreses de serveis, 7 d'entitats de l'administració pública i 7 d'empreses classificades com a «altres activitats de serveis».
Dels 32 establiments de servei als particulars que hi havia el 2009, 1 era una oficina de correu, 1 funerària, 3 tallers de reparació d'automòbils i de material agrícola, 5 paletes, 6 guixaires pintors, 3 fusteries, 1 lampisteria, 2 electricistes, 1 empresa de construcció, 2 perruqueries, 2 restaurants, 3 agències immobiliàries i 2 salons de bellesa.
Dels 10 establiments comercials que hi havia el 2009, 1 era una botiga de menys de 120 m², 2 fleques, 2 carnisseries, 1 una llibreria, 1 una botiga de roba, 1 una botiga de mobles, 1 un drogueria i 1 una floristeria.
L'any 2000 a Le Gua hi havia 43 explotacions agrícoles que ocupaven un total de 1.881 hectàrees.

## Equipaments sanitaris i escolars
El 2009 hi havia 1 farmàcia i 1 ambulància.
El 2009 hi havia 1 escola maternal i 1 escola elemental.

## Poblacions més properes
El següent diagrama mostra les poblacions més properes.